# Glossar von Épinal

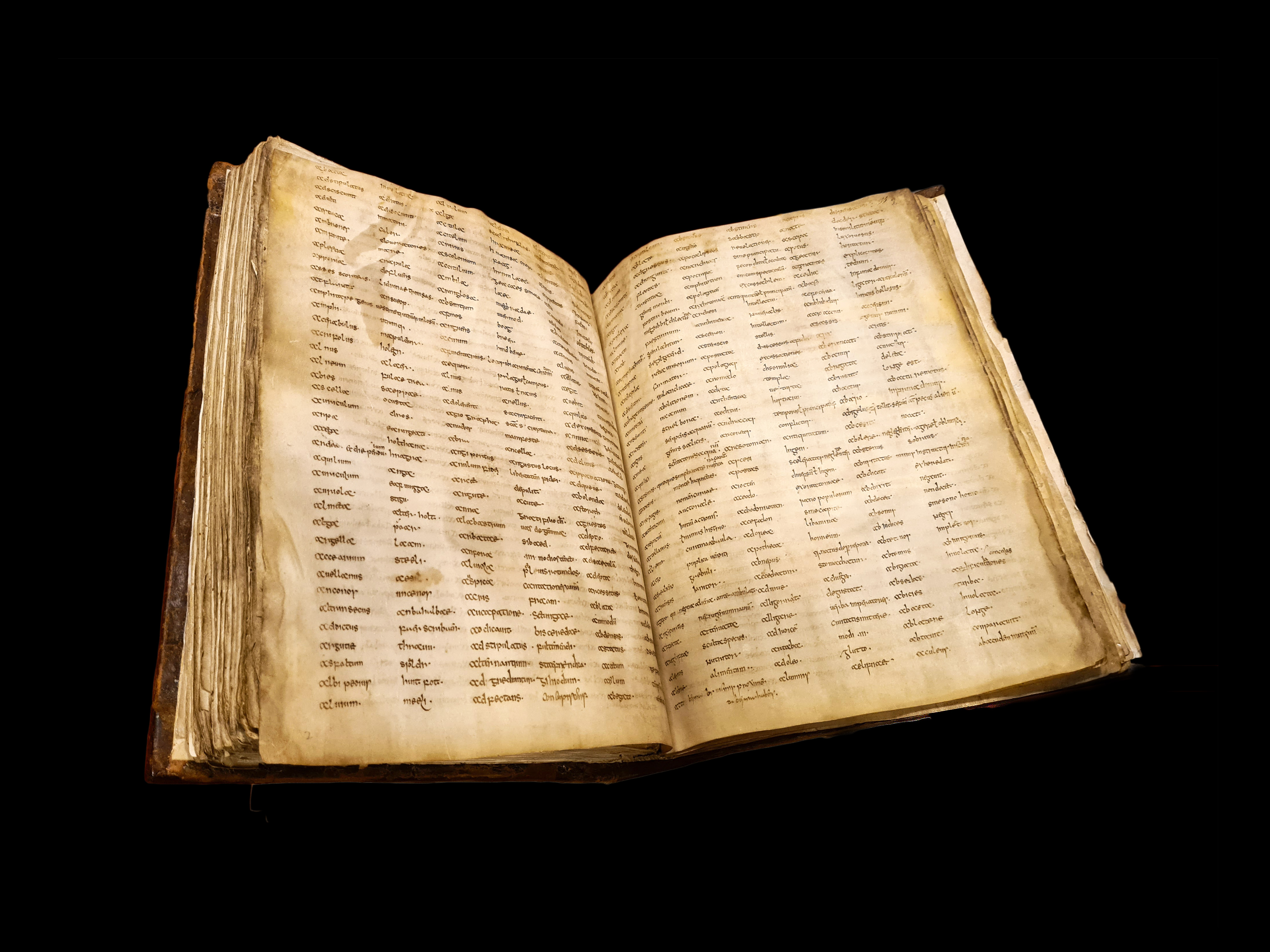
Das Glossar, in der Bibliothek von Épinal aufbewahrt.

Das Glossar von Épinal ist eine Handschrift, die auf das Jahr 734 datiert wird. Das in Latein und Altenglisch verfasste Glossar enthält 3200 Wörter. Es ist eines der ältesten Dokumente in angelsächsischer Sprache.

## Provenienz
Das Glossar ist nach Meinung einiger Forscher höchstwahrscheinlich von einem englischen Kopisten am Ende des 7. Jahrhunderts oder in der ersten Hälfte des 8. Jahrhunderts abgeschrieben worden. Es weist in der Tat die Charakteristika der ersten insularen Handschriften auf und ist wahrscheinlich von einem einzelnen Kopisten geschrieben worden, dessen Schrift an die northumbrische Kalligraphie erinnert.
Man nimmt an, dass das Manuskript sich bereits im Mittelalter in der Abtei von Moyenmoutier (Departement Vosges, Frankreich) befand, zu einer Zeit, als die Christianisierung des Vogesengebiets durch die Anwesenheit irischer Mönche wie Columban und seiner Schüler erfolgt ist. 
Das Glossar stammt aus der Bibliothek der Abtei von Moyenmoutier. Es wird im 1727 erstellten Katalog der Abtei unter dem Titel lexicon quoddam anglosaxon verzeichnet. Infolge der Enteignungen zur Zeit der Französischen Revolution gelangte das der Abteibibliothek von Moyenmoutier gehörende Manuskript in die Sammlungen der Bibliothek von Épinal.

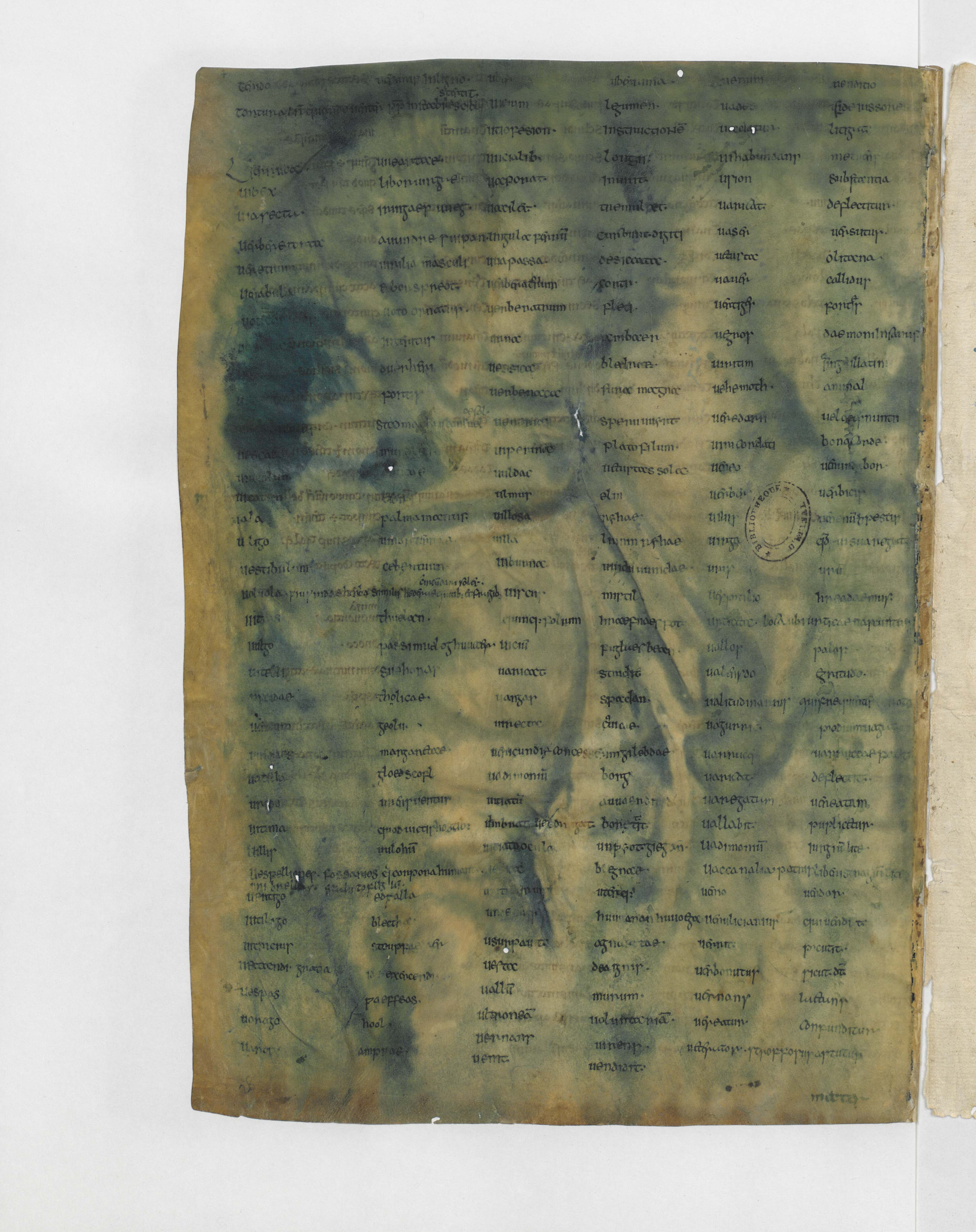
Fol. 14v

## Materie und Technik
Diese Handschrift besteht aus vierzehn Pergamentblättern, die zwei Hefte bilden. Das erste Heft besteht aus acht Blättern, und das zweite aus sechs. Der Anordnung des Glossars liegen sechs Spalten zu 38 Zeilen (bzw. 37 Zeilen auf fol. 97 r–v) im ersten Heft sowie 39 Zeilen im zweiten Heft zugrunde, bei einem Schriftspiegel von 302 × 210 mm.
Das Manuskript, das nicht dekoriert ist, hat keine Signatur oder Satzzeichen außer dem Punkt. Die blauen Flecken am Ende des Glossars stammen von einem Experiment, das Mitte des 19. Jahrhunderts zur „Auffrischung“ verblasster Tinte durchgeführt wurde. Es handelt sich tatsächlich um die Verwendung von Ferrozyankali, das sich zu Preußischblau verändert hat.
Der Codex mit der Nummer 72 enthält zwei unterschiedliche Manuskripte: die Sermones des Heiligen Augustinus (fol. 1–93v) und im Anschluss daran ein Angelsächsisches Glossar (94–107v), dessen Blätter von größerem Format sind. Der Einband aus Schafleder stammt vom Ende des 17. Jahrhunderts.

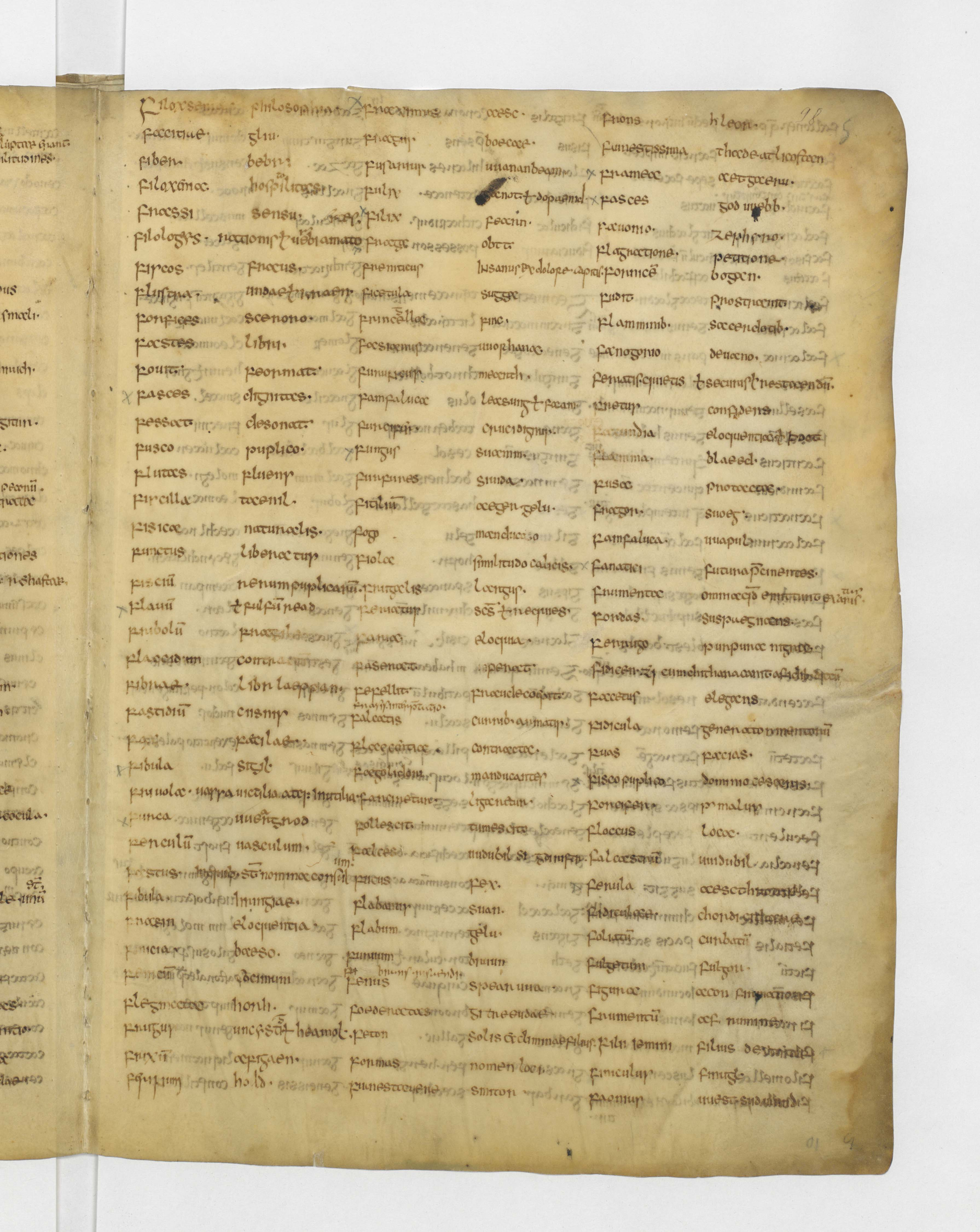
Fol. 05

## Beschreibung
Dieses alphabetische Glossar enthält heute 3200 Wörter, davon 950 angelsächsische Wörter. Es muss ursprünglich ungefähr 4000 gehabt haben. Die beiden Hefte sind unvollständig; es fehlen die Buchstaben D und E sowie das Ende des Glossars. Die Wörter sind auf sechs Spalten verteilt, davon drei Spalten mit Quellwörtern, drei Spalten mit Auslegungen. Die erste Spalte zeigt ein Wort in lateinischer Form, dem ein lateinisches Synonym, eine lateinische Umschreibung oder auch ein englischer Begriff gegenübersteht. Deshalb ist dieses Manuskript wichtig; diese 950 angelsächsische Wörter stellen ein herausragendes Zeugnis der englischen Sprache in ihren ältesten Formen dar.
Bei seiner Entdeckung im Laufe des 19. Jahrhunderts hielt man das Glossar zuerst für nützlich, um mit seiner Hilfe Wörter aus der Bibel zu erklären. Seitdem haben die Studien seinen breiter gefächerten Wortschatz herausgestellt, der aus der Natur stammende Wörter enthält – Fauna und Flora sind oft vertreten – oder auch Begriffe, die das Alltagsleben veranschaulichen.
Der Inhalt des Glossars von Épinal findet sich in einer anderen Handschrift, die in der Wissenschaftlichen Bibliothek von Erfurt enthalten ist (MS 2°42, fols. 1–14v). Sie wurde nach dem Glossar von Épinal geschrieben, am Ende des 8. Jahrhunderts oder Anfang des 9. Jahrhunderts. Der Verleger J. D. Pheifer sagt, dass die Handschrift von Épinal im Allgemeinen vollständiger ist, aber die von Erfurt behält die ursprüngliche Reihenfolge bei, wo es in Épinal aufgewühlt wurde.

## Ausgaben
- Henry Sweet (Hrsg.): The Oldest English Texts (= Early English Text Society. O.S. Band 83). Trübner u. a., London und Oxford University Press, Oxford 1885, S. 35–107 (Digitalisat).
- Joseph D. Pheifer (Hrsg.): Old English Glosses in Epinal-Erfurt Glossary. Clarendon Press, Oxford 1974.
- The Épinal-Erfurt Glossary, eine aktuelle Online-Ausgabe des Zentrums für Mittelalterliche Studien der Universität Toronto.